# Xã Oden, Quận Montgomery, Arkansas
Xã Oden (tiếng Anh: Oden Township) là một xã thuộc quận Montgomery, tiểu bang Arkansas, Hoa Kỳ. Năm 2010, dân số của xã này là 944 người.